# Финляндия на зимних Олимпийских играх 2018
Финляндия на зимних Олимпийских играх 2018 года была представлена 102 спортсменами в 5 видах спорта. При подготовке к играм,Олимпийский комитет Финляндии сделал заявление, что несмотря на сокращение финансирования с 2016 года на 800 тысяч евро, комитет приложил все усилия, чтобы подготовка спортсменов к олимпиаде осуществлялась полноценно.
Знаменосцем сборной страны на открытии игр выступил прыгун с трамплина Янне Ахонен, для которого Игры 2018 года стали уже седьмыми в карьере. Ахонен стал первым спортсменов в истории Финляндии, кому удалось добиться такого результата. На церемонии закрытия право нести флаг было доверено финскому конькобежцу Мике Поутала, который на Играх в Пхёнчхане стал 4-м на дистанции 500 метров.
По достигнутой договорённости с Discovery Channel, трансляцию игр на территории Финляндии вела телерадиокомпания YLE.

## Медали
| Золото  | |                                                |            |
| №       | Спортсмены | Вид спорта (дисциплина)                        | Дата       |
| 1       | Йиво Нисканен | Лыжные гонки (масс-старт на 50 км, мужчины)    | 24 февраля |
| Серебро | |                                                |            |
| №       | Спортсмены | Вид спорта (дисциплина)                        | Дата       |
| 1       | Криста Пярмякоски | Лыжные гонки (масс-старт на 30 км, женщины)    | 25 февраля |
| Бронза  | |                                                |            |
| №       | Спортсмены | Вид спорта (дисциплина)                        | Дата       |
| 1       | Криста Пярмякоски | Лыжные гонки (скиатлон 7,5+7,5 км, женщины)    | 10 февраля |
| 2       | Энни Рукаярви | Сноуборд (слоупстайл, женщины)                 | 12 февраля |
| 3       | Криста Пярмякоски | Лыжные гонки (10 км свободным стилем, женщины) | 15 февраля |
| 4       | Женская сборная по хоккею с шайбой Санни Хакала Йенни Хийрикоски Венла Хови Мира Ялосуо Мишель Карвинен Роса Линдстедт Петра Ниеминен Танья Нисканен Эмма Нуутинен Иса Рахунен Меери Ряйсянен Аннина Раяхухта Ноора Рятю Сайла Саари Сара Сяккинен Ронья Саволайнен Эвелийна Суонпяа Сусанна Тапани Ноора Тулус Миннамари Туоминен Рийкка Вялиля Линда Вялимяки Элла Вийтасуо | Хоккей (женщины)                               | 21 февраля |

## Состав сборной
22 января 2018 года главный тренер хоккейной сборной Финляндии Лаури Марьямяки обнародовал имена игроков, которые представляют страну на олимпийском турнире. Из 25 хоккеистов 17 игроков представляют клубы КХЛ. 24 января был объявлен весь состав сборной Финляндии на предстоящих играх в который были внесены незначительные дополнения.
 Биатлон
1. Туомас Грёнман
2. Теро Сеппяля
3. Олли Хииденсало
4. Мари Лаукканен[А 1]
5. Венла Лехтонен
6. Суви Минккинен
7. Кайса Мякяряйнен
8. Лаура Тойванен[нем.]

 Горнолыжный спорт
1. Андреас Румар[фин.]
2. Саму Торсти[фин.]

 Кёрлинг
1. Томи Рантамяки
2. Оона Каусте

 Конькобежный спорт
1. Пекка Коскела
2. Мика Поутала
3. Элина Риску

 Лыжное двоеборье
1. Ханну Маннинен
2. Лееви Мутру[фин.]
3. Артту Мякиахо[фин.]
4. Илкка Херола
5. Ээро Хирвонен

 Лыжные гонки
1. Лаури Вуоринен
2. Лари Лехтонен
3. Ийво Нисканен
4. Анси Пентсинен
5. Матти Хейккинен
6. Ристоматти Хакола
7. Пертту Хювяринен[фин.]
8. Мартти Юльхя
9. Мари Лаукканен[А 1]
10. Йоханна Матинтало
11. Лаура Мононен
12. Кертту Нисканен
13. Криста Пярмякоски
14. Рийта-Лийса Ропонен
15. Айно-Кайса Сааринен

 Прыжки на лыжах с трамплина
1. Антти Аалто
2. Андреас Аламоммо
3. Янне Ахонен
4. Яркко Мяяття
5. Ээту Ноусиайнен
6. Юлия Киккянен

 Сноуборд
1. Янне Корпи
2. Антон Линдфорс
3. Маркус Малин
4. Пеэту Пийройнен
5. Рене Риннекангас
6. Роопе Тонтери
7. Калле Ярвилехто
8. Энни Рукаярви

 Фигурное катание
1. Эмми Пелтонен

 Фристайл
1. Йоона Кангас[фин.]
2. Йими Салонен[фин.]
3. Юсси Пенттала[фин.]

 Хоккей
1. Марко Анттила
2. Йоонас Кемппайнен
3. Томми Кивистё
4. Миика Койвисто
5. Петри Контиола
6. Микко Коскинен
7. Ярно Коскиранта
8. Лассе Кукконен
9. Яни Лаюнен
10. Сами Леписто
11. Микко Лехтонен
12. Сакари Маннинен
13. Юха Метсола
14. Оскар Осала
15. Атте Охтамаа
16. Юкка Пелтола
17. Мика Пюорала
18. Карри Рямё
19. Вели-Матти Савинайнен
20. Эели Толванен
21. Теему Хартикайнен
22. Миро Хейсканен
23. Юусо Хиентанен
24. Йонас Энлунд
25. Юлиус Юнттила
26. Элла Вийтасуо
27. Рийкка Вялиля[фин.]
28. Линда Вялимяки
29. Мишель Карвинен[фин.]
30. Роза Линдстедт
31. Петра Ниеминен[фин.]
32. Танья Нисканен[фин.]
33. Эмма Нуутинен[фин.]
34. Аннина Раяхухта[фин.]
35. Иса Рахунен
36. Меэри Ряйсянен
37. Ноора Рятю
38. Сайла Саари[фин.]
39. Ронья Саволайнен[фин.]
40. Эвелийна Суонпяа
41. Сара Сяккинен[англ.]
42. Сусанна Тапани[фин.]
43. Ноора Тулус[фин.]
44. Миннамари Туоминен[фин.]
45. Санни Хакала
46. Йенни Хийрикоски
47. Венла Хови
48. Мира Ялосуо

примечания:
1. 1 2  Мари Лаукканен на Играх в Пхёнчхане выступала и в биатлоне, и в лыжных гонках

## Результаты соревнований

### Биатлон
Большинство олимпийских лицензий на Игры 2018 года были распределены по результатам выступления стран в зачёт Кубка наций в рамках Кубка мира 2016/2017. По его результатам мужская сборная Финляндии заняла 20-е место, благодаря чему заработала сразу 5 олимпийских лицензий, а женская сборная, занявшая 15-е место также получила право заявить для участия в соревнованиях 5 спортсменок. При этом в одной дисциплине страна может выставить не более четырёх биатлонистов. Несмотря на расширенную квоту в итоговую заявку сборной Финляндии вошли только три мужчины.
Мужчины
| Соревнование         | Спортсмены      | Стрельба | Время   | Место | Отставание |
| -------------------- | --------------- | -------- | ------- | ----- | ---------- |
| спринт               | Олли Хииденсало | 0+0      | 24:26,3 | 19    | +47,5      |
| спринт               | Теро Сеппяля    | 1+0      | 24:27,3 | 20    | +48,5      |
| спринт               | Туомас Грёнман  | 0+1      | 25:24,3 | 45    | +1:45,5    |
| гонка преследования  | Теро Сеппяля    | 1+1+3+0  | 36:09,9 | 25    | +3:18,2    |
| гонка преследования  | Олли Хииденсало | 1+2+1+3  | 37:03,9 | 35    | +4:12,2    |
| гонка преследования  | Туомас Грёнман  | 0+1+2+3  | 38:58,9 | 55    | +6:07,2    |
| индивидуальная гонка | Туомас Грёнман  | 0+2+0+1  | 52:44,1 | 48    | +4:40,3    |
| индивидуальная гонка | Олли Хииденсало | 0+1+3+1  | 54:57,6 | 73    | +6:53,8    |
| индивидуальная гонка | Теро Сеппяля    | 0+2+2+2  | 55:10,8 | 76    | +7:07,0    |
| масс-старт           | Теро Сеппяля    | 1+2+0+0  | 37:25,0 | 21    | +1:37,7    |

Женщины
| Соревнование         | Спортсмены                                                    | Стрельба                             | Время                                     | Место         | Отставание                         |
| -------------------- | ------------------------------------------------------------- | ------------------------------------ | ----------------------------------------- | ------------- | ---------------------------------- |
| спринт               | Кайса Мякяряйнен                                              | 2+1                                  | 22:36,4                                   | 25            | +1:30,2                            |
| спринт               | Мари Лаукканен                                                | 3+2                                  | 24:00,6                                   | 64            | +2:54,4                            |
| спринт               | Лаура Тойванен                                                | 0+1                                  | 24:55,4                                   | 77            | +3:49,2                            |
| спринт               | Венла Лехтонен                                                | 3+0                                  | 25:13,7                                   | 79            | +4:07,5                            |
| гонка преследования  | Кайса Мякяряйнен                                              | 0+3+3+0                              | 33:22,2                                   | 22            | +2:46,9                            |
| индивидуальная гонка | Кайса Мякяряйнен                                              | 1+1+1+0                              | 43:57,9                                   | 13            | +2:50,7                            |
| индивидуальная гонка | Мари Лаукканен                                                | 2+1+0+1                              | 46:03,7                                   | 42            | +4:56,5                            |
| индивидуальная гонка | Лаура Тойванен                                                | 1+1+0+1                              | 46:42,6                                   | 49            | +5:35,4                            |
| индивидуальная гонка | Суви Минккинен                                                | 2+1+0+1                              | 48:27,7                                   | 69            | +7:20,5                            |
| масс-старт           | Кайса Мякяряйнен                                              | 0+1+0+1                              | 36:23,9                                   | 10            | +1:00,9                            |
| эстафета 4×6 км      | Лаура Тойванен Кайса Мякяряйнен Мари Лаукканен Венла Лехтонен | 2+13 0+1 0+0 0+0 0+2 0+2 2+3 0+3 0+2 | 1:14:37,2 17:36,8 17:45,4 20:09,2 19:05,8 | 15 11 1 12 15 | +2:33,8 +47,8 +0,0 +1:12,7 +2:33,8 |

Смешанная эстафета
| Соревнование       | Спортсмены                                                   | Стрельба                            | Время                                     | Место      | Отставание                            |
| ------------------ | ------------------------------------------------------------ | ----------------------------------- | ----------------------------------------- | ---------- | ------------------------------------- |
| смешанная эстафета | Лаура Тойванен Кайса Мякяряйнен Теро Сеппяля Олли Хииденсало | 0+3 0+0 0+1 0+0 0+0 0+1 0+1 0+0 0+0 | 1:09:38,2 16:46,6 16:01,2 18:30,6 18:19,8 | 6 13 5 7 6 | +1:03,9 +1:02,5 +59,2 +1:15,1 +1:03,9 |

### Кёрлинг

#### Смешанные пары
Соревнования среди смешанных пар дебютируют в программе зимних Олимпийских игр.
Состав
| Мужчина        | Женщина     |
| -------------- | ----------- |
| Томи Рантамяки | Оона Каусте |

| Место | Команда          | В | П | КЗ | КП | ВЭ | ПЭ | ОЭ | УЭ | ППД |
| ----- | ---------------- | - | - | -- | -- | -- | -- | -- | -- | --- |
| 1     | Канада           | 6 | 1 | 52 | 26 | 29 | 20 | 0  | 9  | 80% |
| 2     | Швейцария        | 5 | 2 | 45 | 33 | 29 | 26 | 0  | 10 | 72% |
| 3     | ОСР              | 4 | 3 | 36 | 44 | 26 | 27 | 1  | 7  | 67% |
| 4     | Китай            | 4 | 3 | 47 | 42 | 27 | 27 | 1  | 6  | 72% |
| 5     | Норвегия         | 4 | 3 | 39 | 43 | 26 | 25 | 1  | 8  | 74% |
| 6     | Республика Корея | 2 | 5 | 42 | 47 | 26 | 26 | 1  | 7  | 70% |
| 7     | США              | 2 | 5 | 37 | 43 | 26 | 25 | 0  | 9  | 74% |
| 8     | Финляндия        | 1 | 6 | 35 | 53 | 23 | 29 | 0  | 6  | 66% |

Результаты
Время местное (UTC+9).

| Площадка C       | 1 | 2 | 3 | 4 | 5 | 6 | 7 | 8 | Всего |
| Республика Корея | 3 | 1 | 1 | 0 | 0 | 0 | 4 | X | 9     |
| Финляндия        | 0 | 0 | 0 | 1 | 2 | 1 | 0 | X | 4     |

| Площадка D | 1 | 2 | 3 | 4 | 5 | 6 | 7 | 8 | Всего |
| ОСР        | 0 | 0 | 4 | 0 | 1 | 2 | 0 | X | 7     |
| Финляндия  | 2 | 1 | 0 | 1 | 0 | 0 | 1 | X | 5     |

| Площадка B | 1 | 2 | 3 | 4 | 5 | 6 | 7 | 8 | 9 | Всего |
| Норвегия   | 1 | 0 | 1 | 0 | 3 | 0 | 1 | 0 | 1 | 7     |
| Финляндия  | 0 | 2 | 0 | 1 | 0 | 2 | 0 | 1 | 0 | 6     |

| Площадка B | 1 | 2 | 3 | 4 | 5 | 6 | 7 | 8 | Всего |
| Финляндия  | 1 | 0 | 0 | 1 | 1 | 0 | 4 | 0 | 7     |
| США        | 0 | 1 | 1 | 0 | 0 | 1 | 0 | 2 | 5     |

| Площадка A | 1 | 2 | 3 | 4 | 5 | 6 | 7 | 8 | Всего |
| Финляндия  | 0 | 0 | 2 | 0 | 0 | 2 | 2 | 0 | 6     |
| Швейцария  | 2 | 1 | 0 | 2 | 1 | 0 | 0 | 1 | 7     |

| Площадка A | 1 | 2 | 3 | 4 | 5 | 6 | 7 | 8 | Всего |
| Канада     | 1 | 0 | 1 | 1 | 0 | 5 | X | X | 8     |
| Финляндия  | 0 | 1 | 0 | 0 | 1 | 0 | X | X | 2     |

| Площадка D | 1 | 2 | 3 | 4 | 5 | 6 | 7 | 8 | Всего |
| Финляндия  | 0 | 3 | 0 | 1 | 0 | 1 | 0 | X | 5     |
| Китай      | 3 | 0 | 1 | 0 | 4 | 0 | 2 | X | 10    |

Итог: по результатам олимпийского турнира смешанная сборная Финляндии по кёрлингу заняла итоговое 8-е место.

### Коньковые виды спорта

#### Конькобежный спорт
По сравнению с прошлыми Играми в программе конькобежного спорта произошёл ряд изменений. Были добавлены соревнвнования в масс-старте, где спортсменам необходимо будет преодолеть 16 кругов, с тремя промежуточными финишами, набранные очки на которых помогут в распределении мест, начиная с 4-го. Также впервые с 1994 года конькобежцы будут бежать дистанцию 500 метров только один раз. Распределение квот происходило по итогам первых четырёх этапов Кубка мира. По их результатам был сформирован сводный квалификационный список, согласно которому сборная Финляндии стала обладателем четырёх олимпийских лицензий на трёх дистанциях.
Мужчины
Индивидуальные гонки
| Соревнование | Спортсмены    | Результат | Место | Отставание |
| ------------ | ------------- | --------- | ----- | ---------- |
| 500 метров   | Мика Поутала  | 34,68     | 4     | +0,27      |
| 500 метров   | Пекка Коскела | 35,192    | 19    | +0,78      |
| 1000 метров  | Мика Поутала  | 1:09,58   | 16    | +1,63      |
| 1000 метров  | Пекка Коскела | 1:11,76   | 36    | +3,81      |

Женщины
Индивидуальные гонки
| Соревнование | Спортсмены  | Результат | Место | Отставание |
| ------------ | ----------- | --------- | ----- | ---------- |
| 500 метров   | Элина Риску | 39,36     | 28    | +2,42      |

#### Фигурное катание
Большинство олимпийских лицензий на Игры 2018 года были распределены по результатам выступления спортсменов в рамках чемпионата мира 2017 года. По его результатам финская сборная осталась без лицензий. Для получения недостающих олимпийских квот необходимо было успешно выступить на турнире Nebelhorn Trophy, где нужно было попасть в число 4-6 сильнейших в зависимости от дисциплины. По итогам трёх дней соревнований финским спортсменам удалось завоевать только одну лицензию. Её принесла Вивека Линдфорс, занявшая шестое место в женском катании.
| Соревнование              | Спортсмены    | Короткая программа | Короткая программа | Произвольная программа | Произвольная программа | Всего        | Всего |
| Соревнование              | Спортсмены    | Сумма баллов       | Место              | Сумма баллов           | Место                  | Сумма баллов | Место |
| ------------------------- | ------------- | ------------------ | ------------------ | ---------------------- | ---------------------- | ------------ | ----- |
| женское одиночное катание | Эмми Пелтонен | 55,28              | 18 Q               | 101,86                 | 21                     | 157,14       | 20    |

### Лыжные виды спорта

#### Горнолыжный спорт
Квалификация спортсменов для участия в Олимпийских играх осуществлялась на основании специального квалификационного рейтинга FIS по состоянию на 21 января 2018 года. При этом НОК для участия в Олимпийских играх мог выбрать только того спортсмена, который вошёл в топ-500 олимпийского рейтинга в своей дисциплине, и при этом имел определённое количество очков, согласно квалификационной таблице. Страны, не имеющие участников в числе 500 сильнейших спортсменов, могли претендовать только на квоты категории «B» в технических дисциплинах. По итогам квалификационного отбора сборная Финляндии завоевала 2 олимпийские лицензии категории «A», однако затем отказалась от лицензии в женских соревнованиях.
Мужчины
| Соревнование      | Спортсмены    | Скоростной спуск/ 1 спуск | Скоростной спуск/ 1 спуск | Слалом/ 2 спуск | Слалом/ 2 спуск | Всего   | Место | Отставание |
| Соревнование      | Спортсмены    | Время                     | Место                     | Время           | Место           | Всего   | Место | Отставание |
| ----------------- | ------------- | ------------------------- | ------------------------- | --------------- | --------------- | ------- | ----- | ---------- |
| скоростной спуск  | Андреас Румар | Не проводится             | Не проводится             | Не проводится   | Не проводится   | 1:43,78 | 31    | +3,53      |
| супергигант       | Андреас Румар | Не проводится             | Не проводится             | Не проводится   | Не проводится   | 1:27,70 | 31    | +3,26      |
| суперкомбинация   | Андреас Румар | 1:21,94                   | 35                        | 49,58           | 22              | 2:11,52 | 24    | +5,00      |
| гигантский слалом | Саму Торсти   | 1:10,93                   | 22                        | 1:10,44         | 11              | 2:21,37 | 17    | +3,33      |

#### Лыжное двоеборье
Лыжное двоеборье остаётся единственной олимпийской дисциплиной в программе зимних Игр, в которой участвуют только мужчины. Квалификация спортсменов для участия в Олимпийских играх осуществлялась на основании специального квалификационного рейтинга FIS по состоянию на 21 января 2018 года. По итогам квалификационного отбора сборная Финляндии завоевала максимально возможные 5 олимпийские лицензии.
Мужчины
| Соревнование              | Спортсмены                                            | Прыжки с трамплина          | Прыжки с трамплина | Лыжная гонка | Лыжная гонка                            | Лыжная гонка | Итоговое время                          | Место     | Отставание                              |
| Соревнование              | Спортсмены                                            | Результат                   | Место              | Гандикап     | Результат                               | Место        | Итоговое время                          | Место     | Отставание                              |
| ------------------------- | ----------------------------------------------------- | --------------------------- | ------------------ | ------------ | --------------------------------------- | ------------ | --------------------------------------- | --------- | --------------------------------------- |
| нормальный трамплин/10 км | Ээро Хирвонен                                         | 118,0                       | 6                  | +0:50        | 24:53,0                                 | 19           | 25:43,0                                 | 6         | +51,6                                   |
| нормальный трамплин/10 км | Илкка Херола                                          | 99,7                        | 17                 | +2:04        | 23:52,9                                 | 2            | 25:56,9                                 | 8         | +1:05,5                                 |
| нормальный трамплин/10 км | Ханну Маннинен                                        | 85,2                        | 34                 | +3:02        | 24:27,8                                 | 8            | 27:29,8                                 | 23        | +2:38,4                                 |
| нормальный трамплин/10 км | Артту Мякиахо                                         | 85,2                        | 34                 | +3:02        | 25:25,3                                 | 31           | 28:27,3                                 | 36        | +3:35,9                                 |
| большой трамплин/10 км    | Ээро Хирвонен                                         | 127,9                       | 7                  | +0:44        | 23:30,6                                 | 9            | 24:14,6                                 | 6         | +22,1                                   |
| большой трамплин/10 км    | Илкка Херола                                          | 103,6                       | 28                 | +2:21        | 23:25,2                                 | 5            | 25:46,2                                 | 18        | +1:53,7                                 |
| большой трамплин/10 км    | Лееви Мутру                                           | 81,9                        | 41                 | +3:48        | 23:30,3                                 | 8            | 27:18,3                                 | 31        | +3:25,8                                 |
| большой трамплин/10 км    | Артту Мякиахо                                         | 81,7                        | 42                 | +3:49        | 24:12,3                                 | 24           | 28:01,3                                 | 38        | +4:08,8                                 |
| эстафета                  | Лееви Мутру Илкка Херола Ээро Хирвонен Ханну Маннинен | 381,3 61,3 116,6 121,0 82,4 | 7 9 2 4 7          | +1:58        | 46:42,5 11:41,0 11:26,5 11:26,7 12:08,3 | 3 5 2 3 9    | 48:40,5 13:39,0 25:05,5 36:32,2 48:40,5 | 6 7 6 5 6 | +2:30,7 +1:59,2 +2:01,6 +2:22,9 +2:30,7 |

#### Лыжные гонки
Квалификация спортсменов для участия в Олимпийских играх осуществлялась на основании специального квалификационного рейтинга FIS по состоянию на 21 января 2018 года. Для получения олимпийской лицензии категории «A» спортсменам необходимо было набрать максимум 100 очков в дистанционном рейтинге FIS. При этом каждый НОК может заявить на Игры 1 мужчину и 1 женщины, если они выполнили квалификационный критерий «B», по которому они смогут принять участие в спринте и гонках на 10 км для женщин или 15 км для мужчин. По итогам квалификационного отбора сборная Финляндии завоевала 19 олимпийских лицензий.
Мужчины
Дистанционные гонки
| Соревнование              | Спортсмены                                                  | Результат                                 | Место   | Отставание                          |
| ------------------------- | ----------------------------------------------------------- | ----------------------------------------- | ------- | ----------------------------------- |
| 15 км свободным стилем    | Матти Хейккинен                                             | 34:45,4                                   | 10      | +1:01,5                             |
| 15 км свободным стилем    | Лари Лехтонен                                               | 36:01,8                                   | 31      | +2:17,9                             |
| 15 км свободным стилем    | Пертту Хювяринен                                            | 36:17,2                                   | 35      | +2:33,3                             |
| 15 км свободным стилем    | Анси Пентсинен                                              | 36:54,9                                   | 51      | +3:11,0                             |
| скиатлон 15+15 км         | Ийво Нисканен                                               | 1:17:34,2                                 | 19      | +1:14,2                             |
| скиатлон 15+15 км         | Матти Хейккинен                                             | 1:17:55,9                                 | 21      | +1:35,9                             |
| скиатлон 15+15 км         | Лари Лехтонен                                               | 1:19:26,6                                 | 33      | +3:06,6                             |
| скиатлон 15+15 км         | Пертту Хювяринен                                            | 1:20:28,5                                 | 41      | +4:08,5                             |
| 50 км классическим стилем | Ийво Нисканен                                               | 2:08:22,1                                 | 1       | +0,0                                |
| 50 км классическим стилем | Матти Хейккинен                                             | 2:17:34,8                                 | 25      | +9:12,7                             |
| 50 км классическим стилем | Пертту Хювяринен                                            | 2:18:38,5                                 | 29      | +10:16,4                            |
| 50 км классическим стилем | Ристоматти Хакола                                           | 2:22:50,1                                 | 43      | +14:28,0                            |
| эстафета 4×10 км          | Перту Хюваринен Ийво Нисканен Матти Хейккинен Лари Лехтонен | 1:34:45,4 25:42,9 24:29,8 21:56,5 22:36,2 | 4 7 6 4 | +1:40,5 +1:02,0 +53,9 +58,6 +1:40,5 |

Спринт
| Соревнование     | Спортсмены                     | Квалификация  | Квалификация  | Четвертьфинал | Четвертьфинал | Четвертьфинал | Полуфинал            | Полуфинал            | Полуфинал            | Финал                | Финал                | Итоговое место |
| Соревнование     | Спортсмены                     | Результат     | Место         | Заезд         | Результат     | Место         | Заезд                | Результат            | Место                | Результат            | Место                | Итоговое место |
| ---------------- | ------------------------------ | ------------- | ------------- | ------------- | ------------- | ------------- | -------------------- | -------------------- | -------------------- | -------------------- | -------------------- | -------------- |
| спринт           | Ристоматти Хакола              | 3:08,54       | 1 Q           | 3             | 3:09,41       | 2 Q           | 2                    | 3:09,93              | 1 Q                  | 3:26.47              | 6                    | 6              |
| спринт           | Мартти Юльхя                   | 3:16,79       | 24 Q          | 5             | 3:17,46       | 1 Q           | 2                    | 3:14,93              | 5                    | завершил выступление | завершил выступление | 10             |
| спринт           | Ийво Нисканен                  | 3:16,37       | 21 Q          | 3             | 3:12,20       | 3             | завершил выступление | завершил выступление | завершил выступление | завершил выступление | завершил выступление | 14             |
| спринт           | Лаури Вуоринен                 | 3:16,69       | 23 Q          | 5             | 3:33,13       | 6             | завершил выступление | завершил выступление | завершил выступление | завершил выступление | завершил выступление | 29             |
| командный спринт | Мартти Юльхя Ристоматти Хакола | не проводится | не проводится | не проводится | не проводится | не проводится | 2                    | 16:01,41 LL          | 4                    | 16:32,30             | 9                    | 9              |

Женщины
Дистанционные гонки
| Соревнование              | Спортсмены                                                                | Результат                               | Место   | Отставание                        |
| ------------------------- | ------------------------------------------------------------------------- | --------------------------------------- | ------- | --------------------------------- |
| 10 км свободным стилем    | Криста Пярмякоски                                                         | 25:32,4                                 | 3       | +31,9                             |
| 10 км свободным стилем    | Рийта-Лийса Ропонен                                                       | 27:04,8                                 | 20      | +2:04,3                           |
| 10 км свободным стилем    | Лаура Мононен                                                             | 27:15,6                                 | 23      | +2:15,1                           |
| скиатлон 7,5+7,5 км       | Криста Пярмякоски                                                         | 40:55,0                                 | 3       | +10,1                             |
| скиатлон 7,5+7,5 км       | Кертту Нисканен                                                           | 42:15,2                                 | 16      | +1:30,3                           |
| скиатлон 7,5+7,5 км       | Лаура Мононен                                                             | 42:53,0                                 | 19      | +2:08,1                           |
| скиатлон 7,5+7,5 км       | Йоханна Матинтало                                                         | 43:02,4                                 | 24      | +2:17,05                          |
| 30 км классическим стилем | Криста Пярмякоски                                                         | 1:24:07,1                               | 2       | +1:49,5                           |
| 30 км классическим стилем | Кертту Нисканен                                                           | 1:25:19,2                               | 6       | +3:01,6                           |
| 30 км классическим стилем | Йоханна Матинтало                                                         | 1:28:58,2                               | 18      | +6:40,6                           |
| 30 км классическим стилем | Айно-Кайса Сааринен                                                       | 1:30:32,2                               | 20      | +8:14,6                           |
| эстафета 4×5 км           | Айно-Кайса Сааринен Кертту Нисканен Рийта-Лийса Ропонен Криста Пярмякоски | 52:26,9 13:44,4 13:40,7 12:45,2 12:16,6 | 4 3 5 4 | +1:02,6 +19,9 +10,1 +42,2 +1:02,6 |

Спринт
| Соревнование     | Спортсмены                       | Квалификация  | Квалификация  | Четвертьфинал | Четвертьфинал | Четвертьфинал | Полуфинал             | Полуфинал             | Полуфинал             | Финал                 | Финал                 | Итоговое место |
| Соревнование     | Спортсмены                       | Результат     | Место         | Заезд         | Результат     | Место         | Заезд                 | Результат             | Место                 | Результат             | Место                 | Итоговое место |
| ---------------- | -------------------------------- | ------------- | ------------- | ------------- | ------------- | ------------- | --------------------- | --------------------- | --------------------- | --------------------- | --------------------- | -------------- |
| спринт           | Криста Пярмякоски                | 3:12,30       | 3 Q           | 1             | 3:11,97       | 2 Q           | 1                     | 3:12,04               | 5                     | завершила выступление | завершила выступление | 9              |
| спринт           | Йоханна Матинтало                | 3:19,04       | 19 Q          | 4             | 3:16,92       | 4             | завершила выступление | завершила выступление | завершила выступление | завершила выступление | завершила выступление | 19             |
| спринт           | Кертту Нисканен                  | 3:20,48       | 24 Q          | 3             | 3:19,84       | 5             | завершила выступление | завершила выступление | завершила выступление | завершила выступление | завершила выступление | 23             |
| спринт           | Айно-Кайса Сааринен              | 3:24,02       | 30 Q          | 1             | 3:19,18       | 5             | завершила выступление | завершила выступление | завершила выступление | завершила выступление | завершила выступление | 25             |
| командный спринт | Мари Лаукканен Криста Пярмякоски | не проводится | не проводится | не проводится | не проводится | не проводится | 2                     | 16:31,54              | 4 LL                  | 16:19,18              | 5                     | 5              |

#### Прыжки на лыжах с трамплина
Квалификация спортсменов для участия в Олимпийских играх осуществлялась на основании специального квалификационного рейтинга FIS по состоянию на 21 января 2018 года. По итогам квалификационного отбора сборная Финляндии завоевала 6 олимпийских лицензий.
Мужчины
| Соревнование         | Спортсмены                                            | Квалификация  | Квалификация  | Финал                      | Финал        | Финал                       | Финал                | Финал                | Финал                | Итоговое место |
| Соревнование         | Спортсмены                                            | Результат     | Место         | 1-й прыжок                 | 1-й прыжок   | 2-й прыжок                  | 2-й прыжок           | Всего                | Место                | Итоговое место |
| Соревнование         | Спортсмены                                            | Результат     | Место         | Результат                  | Место        | Результат                   | Место                | Всего                | Место                | Итоговое место |
| -------------------- | ----------------------------------------------------- | ------------- | ------------- | -------------------------- | ------------ | --------------------------- | -------------------- | -------------------- | -------------------- | -------------- |
| нормальный трамплин  | Андреас Аламоммо                                      | 98,3          | 35 Q          | 91,3                       | 38           | завершил выступление        | завершил выступление | завершил выступление | завершил выступление | 38             |
| нормальный трамплин  | Янне Ахонен                                           | 95,8          | 37 Q          | 85,1                       | 40           | завершил выступление        | завершил выступление | завершил выступление | завершил выступление | 40             |
| нормальный трамплин  | Ээту Ноусиайнен                                       | 85,5          | 50 Q          | 68,0                       | 49           | завершил выступление        | завершил выступление | завершил выступление | завершил выступление | 49             |
| нормальный трамплин  | Антти Аалто                                           | 93,6          | 42 Q          | 60,8                       | 50           | завершил выступление        | завершил выступление | завершил выступление | завершил выступление | 50             |
| большой трамплин     | Янне Ахонен                                           | 90,8          | 36 Q          | 110,6                      | 30           | 100,0                       | 27                   | 210,6                | 27                   | 27             |
| большой трамплин     | Андреас Аламоммо                                      | 97,7          | 29 Q          | 107,6                      | 34           | завершил выступление        | завершил выступление | завершил выступление | завершил выступление | 34             |
| большой трамплин     | Антти Аалто                                           | 109,3         | 20 Q          | 105,7                      | 37           | завершил выступление        | завершил выступление | завершил выступление | завершил выступление | 37             |
| большой трамплин     | Яркко Мяяття                                          | 79,0          | 43 Q          | 105,7                      | 37           | завершил выступление        | завершил выступление | завершил выступление | завершил выступление | 37             |
| командное первенство | Янне Ахонен Андреас Аламоммо Яркко Мяяття Антти Аалто | не проводится | не проводится | 397,5 109,7 97,3 97,6 92,9 | 8 Q 7 8 7 12 | 392,9 104,6 94,8 89,5 104,0 | 8 7 8                | 790,4                | 8                    | 8              |

Женщины
| Соревнование        | Спортсмены    | 1-й прыжок | 1-й прыжок | 2-й прыжок | 2-й прыжок | Всего | Место |
| Соревнование        | Спортсмены    | Результат  | Место      | Результат  | Место      | Всего | Место |
| ------------------- | ------------- | ---------- | ---------- | ---------- | ---------- | ----- | ----- |
| нормальный трамплин | Юлия Киккянен | 77,2       | 22 Q       | 75,4       | 26         | 152,6 | 23    |

#### Сноуборд
По сравнению с прошлыми Играми в программе соревнований произошёл ряд изменений. Вместо параллельного слалома были добавлены соревнования в биг-эйре. Во всех дисциплинах, за исключением мужского сноуборд-кросса, изменилось количество участников соревнований, был отменён полуфинальный раунд, а также в финалах фристайла спортсмены стали выполнять по три попытки. Квалификация спортсменов для участия в Олимпийских играх осуществлялась на основании специального квалификационного рейтинга FIS по состоянию на 21 января 2018 года. Для каждой дисциплины были установлены определённые условия, выполнив которые спортсмены могли претендовать на попадание в состав сборной для участия в Олимпийских играх. По итогам квалификационного отбора сборная Финляндии завоевала 9 олимпийских лицензий.
Мужчины
Фристайл
| Соревнование | Спортсмены       | Квалификация | Квалификация | Квалификация | Квалификация | Финал                | Финал                | Финал                | Финал                | Итоговое место |
| Соревнование | Спортсмены       | Заезд        | 1 спуск      | 2 спуск      | Место        | 1 спуск              | 2 спуск              | 3 спуск              | Место                | Итоговое место |
| ------------ | ---------------- | ------------ | ------------ | ------------ | ------------ | -------------------- | -------------------- | -------------------- | -------------------- | -------------- |
| хафпайп      | Пеэту Пийройнен  | 1            | 14,25        | 77,50        | 11 Q         | 4,50                 | 12,75                | 13,50                | 12                   | 12             |
| хафпайп      | Маркус Малин     | 1            | 30,25        | 63,50        | 19           | завершил выступление | завершил выступление | завершил выступление | завершил выступление | 19             |
| хафпайп      | Янне Корпи       | 1            | 4,50         | 22,50        | 28           | завершил выступление | завершил выступление | завершил выступление | завершил выступление | 28             |
| слоупстайл   | Роопе Тонтери    | 1            | 72,60        | 38,08        | 7            | завершил выступление | завершил выступление | завершил выступление | завершил выступление | 15             |
| слоупстайл   | Пеэту Пийройнен  | 1            | 69,26        | 43,43        | 10           | завершил выступление | завершил выступление | завершил выступление | завершил выступление | 18             |
| слоупстайл   | Рене Риннекангас | 1            | 24,86        | 37,91        | 13           | завершил выступление | завершил выступление | завершил выступление | завершил выступление | 28             |
| слоупстайл   | Калле Ярвилехто  | 1            | 15,56        | 31,10        | 15           | завершил выступление | завершил выступление | завершил выступление | завершил выступление | 32             |
| биг-эйр      | Пеэту Пийройнен  | 2            | 43,50        | 87,25        | 8            | завершил выступление | завершил выступление | завершил выступление | завершил выступление | 14             |
| биг-эйр      | Роопе Тонтери    | 2            | 86,50        | 47,50        | 9            | завершил выступление | завершил выступление | завершил выступление | завершил выступление | 15             |
| биг-эйр      | Калле Ярвилехто  | 2            | 83,25        | 44,75        | 12           | завершил выступление | завершил выступление | завершил выступление | завершил выступление | 21             |
| биг-эйр      | Рене Риннекангас | 1            | 43,75        | 83,00        | 10           | завершил выступление | завершил выступление | завершил выступление | завершил выступление | 22             |

Сноуборд-кросс
| Соревнование   | Спортсмены     | Квалификация | Квалификация  | Квалификация | 1/8 финала | 1/8 финала | Четвертьфинал | Четвертьфинал | Полуфинал | Полуфинал | Финал | Итоговое место |
| Соревнование   | Спортсмены     | 1 спуск      | 2 спуск       | Место        | Заезд      | Место      | Заезд         | Место         | Заезд     | Место     | Место | Итоговое место |
| -------------- | -------------- | ------------ | ------------- | ------------ | ---------- | ---------- | ------------- | ------------- | --------- | --------- | ----- | -------------- |
| сноуборд-кросс | Антон Линдфорс | 1:15,01      | не участвовал | 23 Q         | 7          | 3 Q        | 4             | 3 Q           | 2         | 5 QB      | Малый | 9              |
| сноуборд-кросс | Антон Линдфорс | 1:15,01      | не участвовал | 23 Q         | 7          | 3 Q        | 4             | 3 Q           | 2         | 5 QB      | 3     | 9              |

Женщины
Фристайл
| Соревнование | Спортсмены    | Квалификация | Квалификация | Квалификация | Квалификация | Финал                 | Финал                 | Финал                 | Финал                 | Итоговое место |
| Соревнование | Спортсмены    | Заезд        | 1 спуск      | 2 спуск      | Место        | 1 спуск               | 2 спуск               | 3 спуск               | Место                 | Итоговое место |
| ------------ | ------------- | ------------ | ------------ | ------------ | ------------ | --------------------- | --------------------- | --------------------- | --------------------- | -------------- |
| слоупстайл   | Энни Рукаярви | отменена     | отменена     | отменена     | отменена     | 45,85                 | 75,38                 | отменён               | 3                     | 3              |
| биг-эйр      | Энни Рукаярви | 1            | 68,75        | 49,75        | 16           | завершила выступление | завершила выступление | завершила выступление | завершила выступление | 16             |

#### Фристайл
По сравнению с прошлыми Играми изменения произошли в хафпайпе и слоупстайле. Теперь в финалах этих дисциплин фристайлисты стали выполнять по три попытки, при этом итоговое положение спортсменов по-прежнему определяется по результату лучшей из них. Квалификация спортсменов для участия в Олимпийских играх осуществлялась на основании специального квалификационного рейтинга FIS по состоянию на 21 января 2018 года. Для каждой дисциплины были установлены определённые условия, выполнив которые спортсмены могли претендовать на попадание в состав сборной для участия в Олимпийских играх. По итогам квалификационного отбора сборная Финляндии завоевала три олимпийские лицензии, а после перераспределения получила квоту в женском слоупстайле.
Мужчины
Могул и акробатика
| Соревнование | Спортсмены    | Квалификация 1 | Квалификация 1 | Квалификация 2 | Квалификация 2 | Финал 1              | Финал 1              | Финал 2              | Финал 2              | Финал 3              | Финал 3              | Итоговое место |
| Соревнование | Спортсмены    | Очки           | Место          | Очки           | Место          | Очки                 | Место                | Очки                 | Место                | Очки                 | Место                | Итоговое место |
| ------------ | ------------- | -------------- | -------------- | -------------- | -------------- | -------------------- | -------------------- | -------------------- | -------------------- | -------------------- | -------------------- | -------------- |
| могул        | Йими Салонен  | 43,18          | 27             | 75,25          | 7 Q            | 72,76                | 16                   | завершил выступление | завершил выступление | завершил выступление | завершил выступление | 16             |
| могул        | Юсси Пенттала | 30,15          | 28             | 67,96          | 17             | завершил выступление | завершил выступление | завершил выступление | завершил выступление | завершил выступление | завершил выступление | 29             |

Парк и пайп
| Соревнование | Спортсмены   | Квалификация | Квалификация | Квалификация | Финал                | Финал                | Финал                | Финал                | Итоговое место |
| Соревнование | Спортсмены   | 1 заезд      | 2 заезд      | Место        | 1 заезд              | 2 заезд              | 3 заезд              | Место                | Итоговое место |
| ------------ | ------------ | ------------ | ------------ | ------------ | -------------------- | -------------------- | -------------------- | -------------------- | -------------- |
| слоупстайл   | Йоона Кангас | 47,80        | 48,80        | 26           | завершил выступление | завершил выступление | завершил выступление | завершил выступление | 26             |

Женщины
Парк и пайп
| Соревнование | Спортсмены | Квалификация | Квалификация | Квалификация | Финал   | Финал   | Финал   | Финал | Итоговое место |
| Соревнование | Спортсмены | 1 заезд      | 2 заезд      | Место        | 1 заезд | 2 заезд | 3 заезд | Место | Итоговое место |
| ------------ | ---------- | ------------ | ------------ | ------------ | ------- | ------- | ------- | ----- | -------------- |
| слоупстайл   |            |              |              |              |         |         |         |       |                |

### Хоккей

#### Мужчины
Первые 8 сборных в рейтинге IIHF после чемпионата мира 2015 года автоматически квалифицировались для участия в мужском олимпийском турнире. Сборная Финляндии заняла в этом рейтинге 4-е место, в результате чего квалифицировалась в группу C олимпийского турнира.
Состав
| Номер | Имя            | Хват  | Рост, см | Вес, кг | Дата рождения | Клуб    | Игры | ПШ | КН   | %ОБ   |
| ----- | -------------- | ----- | -------- | ------- | ------------- | ------- | ---- | -- | ---- | ----- |
| 19    | Микко Коскинен | Левый | 200      | 85      | 18.07.1988    | СКА     | 5    | 8  | 1,62 | 93,16 |
| 31    | Карри Рямё     | Левый | 189      | 93      | 01.07.1986    | Йокерит | 0    | 0  | 0,00 | 0,00  |
| 77    | Юха Метсола    | Левый | 177      | 69      | 24.02.1989    | Амур    | 0    | 0  | 0,00 | 0,00  |

| Номер | Имя                   | Позиция    | Хват   | Рост, см | Вес, кг | Дата рождения | Клуб                   | Игры | Шайбы | Передачи |
| ----- | --------------------- | ---------- | ------ | -------- | ------- | ------------- | ---------------------- | ---- | ----- | -------- |
| 2     | Микко Лехтонен        | Защитник   | Левый  | 183      | 85      | 16.01.1994    | Таппара                | 1    | 0     | 0        |
| 4     | Томми Кивистё         | Защитник   | Левый  | 186      | 92      | 07.06.1991    | Йокерит                | 4    | 0     | 0        |
| 5     | Лассе Кукконен        | Защитник   | Левый  | 183      | 85      | 18.09.1981    | Кярпят                 | 5    | 1     | 0        |
| 12    | Марко Анттила         | Нападающий | Правый | 203      | 104     | 27.05.1984    | Йокерит                | 3    | 0     | 1        |
| 13    | Юлиус Юнттила         | Нападающий | Левый  | 179      | 81      | 15.08.1991    | Кярпят                 | 5    | 0     | 1        |
| 18    | Сами Лепистё          | Защитник   | Левый  | 185      | 86      | 17.10.1984    | Йокерит                | 5    | 2     | 3        |
| 20    | Ээли Толванен         | Нападающий | Левый  | 179      | 82      | 22.04.1999    | Йокерит                | 5    | 3     | 6        |
| 23    | Йоонас Кемппайнен     | Нападающий | Левый  | 191      | 102     | 07.04.1988    | Салават Юлаев          | 5    | 2     | 2        |
| 24    | Яни Лаюнен            | Нападающий | Левый  | 189      | 97      | 16.06.1990    | Лугано                 | 4    | 0     | 1        |
| 25    | Йонас Энлунд          | Нападающий | Левый  | 183      | 90      | 03.11.1987    | Сибирь                 | 5    | 0     | 0        |
| 27    | Петри Контиола        | Нападающий | Правый | 182      | 90      | 04.10.1984    | Локомотив              | 5    | 2     | 4        |
| 37    | Мика Пюёряля          | Нападающий | Левый  | 182      | 81      | 13.07.1981    | Берн                   | 5    | 1     | 0        |
| 38    | Юусо Хиетанен         | Защитник   | Правый | 177      | 84      | 14.06.1985    | Динамо Москва          | 5    | 1     | 1        |
| 40    | Ярно Коскиранта       | Нападающий | Левый  | 190      | 89      | 09.12.1986    | СКА                    | 5    | 0     | 2        |
| 42    | Миро Хейсканен        | Защитник   | Левый  | 182      | 77      | 18.07.1999    | ХИФК                   | 5    | 1     | 0        |
| 50    | Микка Коивисто        | Защитник   | Левый  | 184      | 88      | 20.07.1990    | Кярпят                 | 5    | 0     | 1        |
| 55    | Атте Охтамаа          | Защитник   | Левый  | 190      | 100     | 06.11.1987    | Ак Барс                | 5    | 0     | 0        |
| 62    | Оскар Осала           | Нападающий | Левый  | 193      | 110     | 26.12.1987    | Металлург Магнитогорск | 4    | 0     | 1        |
| 65    | Сакари Маннинен       | Нападающий | Левый  | 170      | 71      | 10.02.1992    | Эребру                 | 5    | 2     | 1        |
| 70    | Теему Хартикайнен     | Нападающий | Левый  | 186      | 106     | 03.05.1990    | Салават Юлаев          | 4    | 0     | 1        |
| 81    | Юкка Пелтола          | Нападающий | Левый  | 185      | 85      | 26.08.1987    | Таппара                | 5    | 0     | 1        |
| 86    | Вели-Матти Савинайнен | Нападающий | Левый  | 182      | 82      | 05.01.1986    | Югра                   | 5    | 1     | 1        |

| Должность         | Имя             | Гражданство | Дата рождения |
| ----------------- | --------------- | ----------- | ------------- |
| Главный тренер    | Лаури Марьямяки | Финляндия   | 29.05.1977    |
| Ассистент тренера | Микко Маннер    | Финляндия   | 19.07.1974    |
| Ассистент тренера | Юсси Тапола     | Финляндия   | 13.06.1974    |

Предварительный раунд
Группа C
|  | Команды, выходящие в четвертьфинал         |
|  | Команды, выходящие в квалификацию плей-офф |

| М | Сборная   | И | В | ВО | ПО | П | ШЗ | ШП | РШ | О |
| - | --------- | - | - | -- | -- | - | -- | -- | -- | - |
| 1 | Швеция    | 3 | 3 | 0  | 0  | 0 | 8  | 1  | +7 | 9 |
| 2 | Финляндия | 3 | 2 | 0  | 0  | 1 | 11 | 6  | +5 | 6 |
| 3 | Германия  | 3 | 0 | 1  | 0  | 2 | 4  | 7  | -3 | 2 |
| 4 | Норвегия  | 3 | 0 | 0  | 1  | 2 | 2  | 11 | -9 | 1 |

Время местное (UTC+9).
| 15 февраля 2018 12:10 | Финляндия | 5 : 2 (2:1, 2:0, 1:1) | Германия | Хоккейный центр Каннын Зрителей: 3695 |

| Отчёт | Отчёт                        | Отчёт                                                                  | Отчёт                              | Отчёт                                                                       |
| --- | ---------------------------- | ---------------------------------------------------------------------- | ---------------------------------- | --------------------------------------------------------------------------- |
| |                              |                                                                        |                                    |                                                                             |
| | Микко Коскинен — 00:00-60:00 | Вратари                                                                | 00:00-60:00 — Данни аус ден Биркен | Судьи: Оливье Гуин Йозеф Кубус Линейные судьи: Николас Флюри Мирослав Лёцки |
| | Голы:                        |                                                                        |                                    | Судьи: Оливье Гуин Йозеф Кубус Линейные судьи: Николас Флюри Мирослав Лёцки |
| Сами Лепистё (бол.) — 03:13 (П. Контиола, Э. Толванен) Мика Пюёряля — 15:30 (Я. Лаюнен, С. Маннинен) Ээли Толванен (бол.) — 37:22 (Т. Хартикайнен, Й. Кемппайнен) Лассе Кукконен — 38:43 (П. Контиола, Э. Толванен) Йоонас Кемппайнен (бол.) — 52:48 (Э. Толванен, С. Леписто) | 1:0 1:1 2:1 3:1 4:1 4:2 5:2  | 08:44 — Брукс Мацек (бол.) (К. Эрхофф, Д. Вольф) 41:51 — Франк Хёрдлер |                                    | Судьи: Оливье Гуин Йозеф Кубус Линейные судьи: Николас Флюри Мирослав Лёцки |
| |                              |                                                                        |                                    | Судьи: Оливье Гуин Йозеф Кубус Линейные судьи: Николас Флюри Мирослав Лёцки |
| |                              |                                                                        |                                    | Судьи: Оливье Гуин Йозеф Кубус Линейные судьи: Николас Флюри Мирослав Лёцки |
| |                              |                                                                        |                                    | Судьи: Оливье Гуин Йозеф Кубус Линейные судьи: Николас Флюри Мирослав Лёцки |
| 10 мин | Штраф                        | 10 мин                                                                 |                                    | Судьи: Оливье Гуин Йозеф Кубус Линейные судьи: Николас Флюри Мирослав Лёцки |
| |                              |                                                                        |                                    |                                                                             |
| | 20                           | Броски                                                                 | 24                                 |                                                                             |

| 16 февраля 2018 21:10 | Финляндия | 5 : 1 (1:1, 1:0, 3:0) | Норвегия | Хоккейный центр Каннын Зрителей: 4180 |

| Отчёт | Отчёт                        | Отчёт                                                      | Отчёт                     | Отчёт                                                                           |
| --- | ---------------------------- | ---------------------------------------------------------- | ------------------------- | ------------------------------------------------------------------------------- |
| |                              |                                                            |                           |                                                                                 |
| | Микко Коскинен — 00:00-60:00 | Вратари                                                    | 00:00-60:00 — Ларс Хауген | Судьи: Ян Гржибик Бретт Айверсон Линейные судьи: Джимми Дамен Фрейзер Макинтайр |
| | Голы:                        |                                                            |                           | Судьи: Ян Гржибик Бретт Айверсон Линейные судьи: Джимми Дамен Фрейзер Макинтайр |
| Ээли Толванен (бол.) — 16:36 (С. Лепистё) Ээли Толванен — 25:32 (Ю. Пелтола) Вели-Матти Савинайнен — 42:59 (Я. Коскиранта) Сами Лепистё (бол.) — 47:54 (П. Контиола) Сакари Маннинен — 56:48 (П. Контиола) | 0:1 :1 2:1 3:1 4:1 5:1       | 06:29 — Патрик Торесен (бол.) (Т. Кристиансен, К.А. Олимб) |                           | Судьи: Ян Гржибик Бретт Айверсон Линейные судьи: Джимми Дамен Фрейзер Макинтайр |
| |                              |                                                            |                           | Судьи: Ян Гржибик Бретт Айверсон Линейные судьи: Джимми Дамен Фрейзер Макинтайр |
| |                              |                                                            |                           | Судьи: Ян Гржибик Бретт Айверсон Линейные судьи: Джимми Дамен Фрейзер Макинтайр |
| |                              |                                                            |                           | Судьи: Ян Гржибик Бретт Айверсон Линейные судьи: Джимми Дамен Фрейзер Макинтайр |
| 8 мин | Штраф                        | 12 мин                                                     |                           | Судьи: Ян Гржибик Бретт Айверсон Линейные судьи: Джимми Дамен Фрейзер Макинтайр |
| |                              |                                                            |                           |                                                                                 |
| | 30                           | Броски                                                     | 22                        |                                                                                 |

| 18 февраля 2018 21:10 | Швеция | 3 : 1 (1:0, 0:1, 2:0) | Финляндия | Квандон Хоккей Центр Зрителей: 3861 |

| Отчёт | Отчёт                     | Отчёт                                               | Отчёт                                                | Отчёт                                                                            |
| --- | ------------------------- | --------------------------------------------------- | ---------------------------------------------------- | -------------------------------------------------------------------------------- |
| |                           |                                                     |                                                      |                                                                                  |
| | Виктор Фаст — 00:00-60:00 | Вратари                                             | 00:00-57:52 — Микко Коскинен 58:40-58:51 59:55-60:00 | Судьи: Оливье Гуен Антонин Ержабек Линейные судьи: Роман Кадерли Лукас Кохмюллер |
| | Голы:                     |                                                     |                                                      | Судьи: Оливье Гуен Антонин Ержабек Линейные судьи: Роман Кадерли Лукас Кохмюллер |
| Антон Ландер — 14:53 (Л. Умарк, В. Фаст) Патрик Закриссон — 48:53 (Ю. Франссон) Оскар Мёллер (бол.)(п.в.) — 59:55 (Л. Умарк) | 1:0 1:1 2:1 3:1           | 21:32 — Йоонас Кемппайнен (М. Коивисто, Ю. Юнттила) |                                                      | Судьи: Оливье Гуен Антонин Ержабек Линейные судьи: Роман Кадерли Лукас Кохмюллер |
| |                           |                                                     |                                                      | Судьи: Оливье Гуен Антонин Ержабек Линейные судьи: Роман Кадерли Лукас Кохмюллер |
| |                           |                                                     |                                                      | Судьи: Оливье Гуен Антонин Ержабек Линейные судьи: Роман Кадерли Лукас Кохмюллер |
| |                           |                                                     |                                                      | Судьи: Оливье Гуен Антонин Ержабек Линейные судьи: Роман Кадерли Лукас Кохмюллер |
| 10 мин | Штраф                     | 14 мин                                              |                                                      | Судьи: Оливье Гуен Антонин Ержабек Линейные судьи: Роман Кадерли Лукас Кохмюллер |
| |                           |                                                     |                                                      |                                                                                  |
| | 23                        | Броски                                              | 19                                                   |                                                                                  |

Квалификация плей-офф
| 20 февраля 2018 21:10 | Финляндия | 5 : 2 (1:0, 2:2, 2:0) | Республика Корея | Хоккейный центр Каннын Зрителей: 5409 |

| Отчёт | Отчёт                        | Отчёт                                                                          | Отчёт                                 | Отчёт                                                                       |
| --- | ---------------------------- | ------------------------------------------------------------------------------ | ------------------------------------- | --------------------------------------------------------------------------- |
| |                              |                                                                                |                                       |                                                                             |
| | Микко Коскинен — 00:00-60:00 | Вратари                                                                        | 00:00-57:42 — Мэтт Далтон 59:53-60:00 | Судьи: Роман Гофман Тимоти Майер Линейные судьи: Николас Флури Глеб Лазарев |
| | Голы:                        |                                                                                |                                       | Судьи: Роман Гофман Тимоти Майер Линейные судьи: Николас Флури Глеб Лазарев |
| Петри Контиола (бол.) — 04:42 (Э. Толванен, Й. Кемппайнен) Петри Контиола (бол.) — 23:44 (С. Лепистё, Э. Толванен) Миро Хейсканен — 26:23 (Э. Толванен) Юусо Хиетанен (бол.) — 47:20 (О. Осала, В.-М. Савинайнен) Сакари Маннинен (п.в.) — 59:53 (Ю. Хиетанен, Я. Коскиранта) | 1:0 2:0 3:0 3:1 3:2 4:2 5:2  | 30:06 — Брок Радунске (Э. Реган, Ким Сан Ук) 32:09 — Ан Джин Хви (Син Сан Хун) |                                       | Судьи: Роман Гофман Тимоти Майер Линейные судьи: Николас Флури Глеб Лазарев |
| |                              |                                                                                |                                       | Судьи: Роман Гофман Тимоти Майер Линейные судьи: Николас Флури Глеб Лазарев |
| |                              |                                                                                |                                       | Судьи: Роман Гофман Тимоти Майер Линейные судьи: Николас Флури Глеб Лазарев |
| |                              |                                                                                |                                       | Судьи: Роман Гофман Тимоти Майер Линейные судьи: Николас Флури Глеб Лазарев |
| 2 мин | Штраф                        | 8 мин                                                                          |                                       | Судьи: Роман Гофман Тимоти Майер Линейные судьи: Николас Флури Глеб Лазарев |
| |                              |                                                                                |                                       |                                                                             |
| | 36                           | Броски                                                                         | 19                                    |                                                                             |

Четвертьфинал
| 21 февраля 2018 21:10 | Канада | 1 : 0 (0:0, 0:0, 1:0) | Финляндия | Хоккейный центр Каннын Зрителей: 2265 |

| Отчёт                           | Отчёт                                                | Отчёт   | Отчёт                        | Отчёт                                                                                |
| ------------------------------- | ---------------------------------------------------- | ------- | ---------------------------- | ------------------------------------------------------------------------------------ |
|                                 |                                                      |         |                              |                                                                                      |
|                                 | Бен Скривенс — 00:00-24:17 Кевин Пулен — 24:17-60:00 | Вратари | 00:00-58:30 — Микко Коскинен | Судьи: Антонин Ержабек Константин Оленин Линейные судьи: Глеб Лазарев Хенрик Пихллад |
|                                 | Голы:                                                |         |                              | Судьи: Антонин Ержабек Константин Оленин Линейные судьи: Глеб Лазарев Хенрик Пихллад |
| Максим Норо — 40:55 (Э. О'Делл) | 1:0                                                  |         |                              | Судьи: Антонин Ержабек Константин Оленин Линейные судьи: Глеб Лазарев Хенрик Пихллад |
|                                 |                                                      |         |                              | Судьи: Антонин Ержабек Константин Оленин Линейные судьи: Глеб Лазарев Хенрик Пихллад |
|                                 |                                                      |         |                              | Судьи: Антонин Ержабек Константин Оленин Линейные судьи: Глеб Лазарев Хенрик Пихллад |
|                                 |                                                      |         |                              | Судьи: Антонин Ержабек Константин Оленин Линейные судьи: Глеб Лазарев Хенрик Пихллад |
| 6 мин                           | Штраф                                                | 4 мин   |                              | Судьи: Антонин Ержабек Константин Оленин Линейные судьи: Глеб Лазарев Хенрик Пихллад |
|                                 |                                                      |         |                              |                                                                                      |
|                                 | 30                                                   | Броски  | 21                           |                                                                                      |

Итог: мужская сборная Финляндии по хоккею с шайбой по результатам олимпийского турнира заняла 6-е место

#### Женщины
Состав
| Номер | Имя              | Хват  | Рост, см | Вес, кг | Дата рождения | Клуб              | Игры | ПШ | КН   | %ОБ   |
| ----- | ---------------- | ----- | -------- | ------- | ------------- | ----------------- | ---- | -- | ---- | ----- |
| 1     | Эвелийна Суонпяа | Левый | 174      | 64      | 12.04.1995    | Лукко Раума       | 0    | 0  | 0,00 | 0,00  |
| 18    | Меэри Ряйсянен   | Левый | 170      | 62      | 02.12.1989    | ХПК Хямеэнлинна   | 0    | 0  | 0,00 | 0,00  |
| 41    | Ноора Рятю       | Левый | 164      | 65      | 29.05.1989    | Куньлунь Ред Стар | 6    | 16 | 2,70 | 91,06 |

| Номер | Имя                | Позиция    | Хват   | Рост, см | Вес, кг | Дата рождения | Клуб                    | Игры | Шайбы | Передачи |
| ----- | ------------------ | ---------- | ------ | -------- | ------- | ------------- | ----------------------- | ---- | ----- | -------- |
| 2     | Иса Рахунен        | Защитник   | Левый  | 165      | 66      | 16.04.1993    | Кярпят                  | 6    | 0     | 2        |
| 4     | Роза Линдстедт     | Защитник   | Левый  | 186      | 80      | 24.01.1988    | ХВ71                    | 6    | 0     | 0        |
| 6     | Йенни Хийрикоски   | Защитник   | Левый  | 161      | 62      | 30.03.1987    | Лулео                   | 6    | 0     | 2        |
| 7     | Мира Ялосуо        | Защитник   | Правый | 184      | 80      | 03.02.1989    | Кярпят                  | 6    | 0     | 0        |
| 8     | Элла Виитасуо      | Защитник   | Левый  | 172      | 66      | 27.05.1996    | Эспоо Блюз              | 6    | 0     | 0        |
| 9     | Венла Хови         | Нападающий | Левый  | 169      | 67      | 28.10.1987    | Манитобский университет | 6    | 1     | 2        |
| 10    | Линда Вялимяки     | Нападающий | Левый  | 166      | 72      | 31.05.1990    | Ильвес                  | 6    | 1     | 2        |
| 11    | Аннина Раяхухта    | Нападающий | Левый  | 164      | 69      | 08.03.1989    | Куньлунь Ред Стар       | 6    | 0     | 1        |
| 13    | Рийкка Вялиля      | Нападающий | Правый | 163      | 60      | 12.06.1973    | ХВ71                    | 6    | 4     | 1        |
| 15    | Миннамари Туоминен | Защитник   | Правый | 165      | 71      | 26.06.1990    | Эспоо Блюз              | 6    | 1     | 2        |
| 19    | Петра Ниеминен     | Нападающий | Левый  | 169      | 64      | 04.05.1999    | Куортане                | 6    | 3     | 2        |
| 22    | Эмма Нуутинен      | Нападающий | Левый  | 176      | 73      | 07.12.1996    | Университет Мерсихёрст  | 6    | 1     | 1        |
| 23    | Санни Хакала       | Нападающий | Левый  | 153      | 56      | 31.10.1997    | ХВ71                    | 6    | 1     | 0        |
| 24    | Ноора Тулус        | Нападающий | Правый | 165      | 67      | 15.08.1995    | Лулео                   | 6    | 0     | 2        |
| 26    | Сара Сяккинен      | Нападающий | Левый  | 162      | 61      | 07.04.1998    | Куортане                | 6    | 0     | 0        |
| 27    | Сайла Саари        | Нападающий | Левый  | 170      | 62      | 01.11.1989    | Кярпят                  | 6    | 0     | 0        |
| 33    | Мишель Карвинен    | Нападающий | Левый  | 167      | 70      | 27.03.1990    | Лулео                   | 6    | 3     | 3        |
| 61    | Танья Нисканен     | Нападающий | Левый  | 176      | 69      | 11.09.1992    | КалПа                   | 6    | 0     | 0        |
| 77    | Сусанна Тапани     | Нападающий | Левый  | 175      | 60      | 02.03.1993    | Лукко Раума             | 6    | 2     | 3        |
| 88    | Ронья Саволайнен   | Защитник   | Левый  | 176      | 70      | 29.11.1997    | Лулео                   | 6    | 0     | 1        |

| Должность         | Имя           | Гражданство | Дата рождения |
| ----------------- | ------------- | ----------- | ------------- |
| Главный тренер    | Паси Мустонен | Финляндия   | 11.10.1960    |
| Ассистент тренера | Юусо Тойвола  | Финляндия   | 17.03.1971    |

Предварительный раунд
Группа A
|  | Команды, выходящие в полуфинал     |
|  | Команды, выходящие в четвертьфинал |

| М | Сборная                          | И | В | ВО | ПО | П | ШЗ | ШП | РШ  | О |
| - | -------------------------------- | - | - | -- | -- | - | -- | -- | --- | - |
| 1 | Канада                           | 3 | 3 | 0  | 0  | 0 | 11 | 2  | +9  | 9 |
| 2 | США                              | 3 | 2 | 0  | 0  | 1 | 9  | 3  | +6  | 6 |
| 3 | Финляндия                        | 3 | 1 | 0  | 0  | 2 | 7  | 8  | −1  | 3 |
| 4 | Олимпийские спортсмены из России | 3 | 0 | 0  | 0  | 3 | 1  | 15 | −14 | 0 |

Время местное (UTC+9).
| 11 февраля 2018 16:40 | Финляндия | 1 : 3 (1:0, 0:2, 0:1) | США | Университет Квандон, Каннын Зрителей: 4032 |

| Отчёт                                         | Отчёт                                            | Отчёт | Отчёт                    | Отчёт                                                                                 |
| --------------------------------------------- | ------------------------------------------------ | --- | ------------------------ | ------------------------------------------------------------------------------------- |
|                                               |                                                  | |                          |                                                                                       |
|                                               | Ноора Рятю — 00:00-58:04 58:43-59:32 59:47-60:00 | Вратари | 00:00-60:00 — Мэдди Руни | Судьи: Николь Хертрих Айна Хове Линейные судьи: Шарлотта Жирар Фабр Вероника Юханссон |
|                                               | Голы:                                            | |                          | Судьи: Николь Хертрих Айна Хове Линейные судьи: Шарлотта Жирар Фабр Вероника Юханссон |
| Венла Хови — 19:54 (П. Ниеминен, Л. Вялимяки) | 1:0 1:1 1:2 1:3                                  | 28:58 — Моник Ламурё-Морандо 31:29 — Кендалл Койн (бол.) (Х. Найт, Б. Декер) 59:47 — Дани Камеранези (п.в.) (М. Келлер) |                          | Судьи: Николь Хертрих Айна Хове Линейные судьи: Шарлотта Жирар Фабр Вероника Юханссон |
|                                               |                                                  | |                          | Судьи: Николь Хертрих Айна Хове Линейные судьи: Шарлотта Жирар Фабр Вероника Юханссон |
|                                               |                                                  | |                          | Судьи: Николь Хертрих Айна Хове Линейные судьи: Шарлотта Жирар Фабр Вероника Юханссон |
|                                               |                                                  | |                          | Судьи: Николь Хертрих Айна Хове Линейные судьи: Шарлотта Жирар Фабр Вероника Юханссон |
| 8 мин                                         | Штраф                                            | 4 мин |                          | Судьи: Николь Хертрих Айна Хове Линейные судьи: Шарлотта Жирар Фабр Вероника Юханссон |
|                                               |                                                  | |                          |                                                                                       |
|                                               | 24                                               | Броски | 42                       |                                                                                       |

| 13 февраля 2018 16:40 | Канада | 4 : 1 (2:0, 2:0, 0:1) | Финляндия | Университет Квандон, Каннын Зрителей: 3879 |

| Отчёт | Отчёт                        | Отчёт                                          | Отчёт                                | Отчёт                                                                             |
| --- | ---------------------------- | ---------------------------------------------- | ------------------------------------ | --------------------------------------------------------------------------------- |
| |                              |                                                |                                      |                                                                                   |
| | Шэннон Сабадош — 00:00-60:00 | Вратари                                        | 00:00-56:12 — Ноора Рятю 59:53-60:00 | Судьи: Дина Аллен Мелисса Скола Линейные судьи: Вероника Юханссон Джессика Леклер |
| | Голы:                        |                                                |                                      | Судьи: Дина Аллен Мелисса Скола Линейные судьи: Вероника Юханссон Джессика Леклер |
| Меган Агоста — 00:35 (М. Дауст) Мари-Филип Пулен — 17:11 Мелоди Дауст — 28:19 (Л. Фортино, М. Агоста) Джиллиан Солньер — 38:26 (Р. Джонстон) | 1:0 2:0 3:0 4:0 4:1          | 47:17 — Рийкка Вялиля (С. Тапани, М. Карвинен) |                                      | Судьи: Дина Аллен Мелисса Скола Линейные судьи: Вероника Юханссон Джессика Леклер |
| |                              |                                                |                                      | Судьи: Дина Аллен Мелисса Скола Линейные судьи: Вероника Юханссон Джессика Леклер |
| |                              |                                                |                                      | Судьи: Дина Аллен Мелисса Скола Линейные судьи: Вероника Юханссон Джессика Леклер |
| |                              |                                                |                                      | Судьи: Дина Аллен Мелисса Скола Линейные судьи: Вероника Юханссон Джессика Леклер |
| 6 мин | Штраф                        | 10 мин                                         |                                      | Судьи: Дина Аллен Мелисса Скола Линейные судьи: Вероника Юханссон Джессика Леклер |
| |                              |                                                |                                      |                                                                                   |
| | 32                           | Броски                                         | 23                                   |                                                                                   |

| 15 февраля 2018 16:40 | Олимпийские спортсмены из России | 1 : 5 (0:1, 0:2, 1:2) | Финляндия | Университет Квандон, Каннын Зрителей: 3353 |

| Отчёт                             | Отчёт                          | Отчёт | Отчёт                    | Отчёт                                                                       |
| --------------------------------- | ------------------------------ | --- | ------------------------ | --------------------------------------------------------------------------- |
|                                   |                                | |                          |                                                                             |
|                                   | Надежда Морозова — 00:00-60:00 | Вратари | 00:00-60:00 — Ноора Рятю | Судьи: Николь Хертрих Мелисса Скола Линейные судьи: Лиза Линник Жюстин Тодд |
|                                   | Голы:                          | |                          | Судьи: Николь Хертрих Мелисса Скола Линейные судьи: Лиза Линник Жюстин Тодд |
| Анна Шохина — 44:50 (Л. Белякова) | 0:1 0:2 0:3 1:3 1:4 1:5        | 17:47 — Мишель Карвинен (бол.) (Й. Хийрикоски) 20:20 — Мишель Карвинен (бол.) (Э. Нуутинен, Р. Вялиля) 39:08 — Рийкка Вялиля 52:49 — Миннамари Туоминен (бол.) (Й. Хийрикоски, П. Ниеминен) 55:33 — Петра Ниеминен |                          | Судьи: Николь Хертрих Мелисса Скола Линейные судьи: Лиза Линник Жюстин Тодд |
|                                   |                                | |                          | Судьи: Николь Хертрих Мелисса Скола Линейные судьи: Лиза Линник Жюстин Тодд |
|                                   |                                | |                          | Судьи: Николь Хертрих Мелисса Скола Линейные судьи: Лиза Линник Жюстин Тодд |
|                                   |                                | |                          | Судьи: Николь Хертрих Мелисса Скола Линейные судьи: Лиза Линник Жюстин Тодд |
| 8 мин                             | Штраф                          | 2 мин |                          | Судьи: Николь Хертрих Мелисса Скола Линейные судьи: Лиза Линник Жюстин Тодд |
|                                   |                                | |                          |                                                                             |
|                                   | 25                             | Броски | 37                       |                                                                             |

Четвертьфинал
| 17 февраля 2018 16:40 | Финляндия | 7 : 2 (3:0, 2:2, 2:0) | Швеция | Университет Квандон, Каннын Зрителей: 3803 |

| Отчёт | Отчёт                               | Отчёт                                                                                        | Отчёт                                               | Отчёт                                                                             |
| --- | ----------------------------------- | -------------------------------------------------------------------------------------------- | --------------------------------------------------- | --------------------------------------------------------------------------------- |
| |                                     |                                                                                              |                                                     |                                                                                   |
| | Ноора Рятю — 00:00-60:00            | Вратари                                                                                      | 00:00-20:00 — Сара Гран 20:00-60:00 — Сара Берглинд | Судьи: Драгомира Фиалова Кейти Гуэй Линейные судьи: Наташа Пагон Зузана Свободова |
| | Голы:                               |                                                                                              |                                                     | Судьи: Драгомира Фиалова Кейти Гуэй Линейные судьи: Наташа Пагон Зузана Свободова |
| Петра Ниеминен — 06:12 (В. Хови) Рийкка Вялиля — 11:32 (И. Рахунен) Сусанна Тапани (бол.) — 17:44 (Н. Тулус, Л. Вялимяки) Мишель Карвинен — 27:14 (М. Туоминен, Р. Саволайнен) Рийкка Вялиля — 29:29 (М. Карвинен, С. Тапани) Эмма Нуутинен — 44:35 (Н. Тулус, И. Рахунен) Санни Хакала — 57:47 (А. Раяхухта) | 1:0 2:0 3:0 4:0 4:1 5:1 5:2 6:2 7:2 | '28:53 — Эмма Нордин (Э. Грам, А. Сведин) 39:12 — Ребекка Стенберг (мен.) (М. Нилен Перссон) |                                                     | Судьи: Драгомира Фиалова Кейти Гуэй Линейные судьи: Наташа Пагон Зузана Свободова |
| |                                     |                                                                                              |                                                     | Судьи: Драгомира Фиалова Кейти Гуэй Линейные судьи: Наташа Пагон Зузана Свободова |
| |                                     |                                                                                              |                                                     | Судьи: Драгомира Фиалова Кейти Гуэй Линейные судьи: Наташа Пагон Зузана Свободова |
| |                                     |                                                                                              |                                                     | Судьи: Драгомира Фиалова Кейти Гуэй Линейные судьи: Наташа Пагон Зузана Свободова |
| 4 мин | Штраф                               | 12 мин                                                                                       |                                                     | Судьи: Драгомира Фиалова Кейти Гуэй Линейные судьи: Наташа Пагон Зузана Свободова |
| |                                     |                                                                                              |                                                     |                                                                                   |
| | 31                                  | Броски                                                                                       | 21                                                  |                                                                                   |

Полуфинал
| 19 февраля 2018 13:10 | США | 5 : 0 (2:0, 2:0, 1:0) | Финляндия | Хоккейный центр Каннын, Каннын Зрителей: 5173 |

| Отчёт | Отчёт                    | Отчёт   | Отчёт                    | Отчёт                                                                            |
| --- | ------------------------ | ------- | ------------------------ | -------------------------------------------------------------------------------- |
| |                          |         |                          |                                                                                  |
| | Мэдди Руни — 00:00-60:00 | Вратари | 00:00-60:00 — Ноора Рятю | Судьи: Николета Целарова Николь Хертрих Линейные судьи: Наташа Пагон Жюстин Тодд |
| | Голы:                    |         |                          | Судьи: Николета Целарова Николь Хертрих Линейные судьи: Наташа Пагон Жюстин Тодд |
| Жизель Марвин — 02:25 (М. Дагган, А. Пелки) Дани Камаранези — 18:38 Жоселин Ламурё-Дэвидсон (бол.) — 33:21 (К. Паннек, Д. Каморанези) Хилари Найт (бол.) — 33:55 (С. Морин, К. Койн) Дани Камаранези (бол.) — 40:45 (Х. Брандт, А. Кессел) | 1:0 2:0 3:0 4:0 5:0      |         |                          | Судьи: Николета Целарова Николь Хертрих Линейные судьи: Наташа Пагон Жюстин Тодд |
| |                          |         |                          | Судьи: Николета Целарова Николь Хертрих Линейные судьи: Наташа Пагон Жюстин Тодд |
| |                          |         |                          | Судьи: Николета Целарова Николь Хертрих Линейные судьи: Наташа Пагон Жюстин Тодд |
| |                          |         |                          | Судьи: Николета Целарова Николь Хертрих Линейные судьи: Наташа Пагон Жюстин Тодд |
| 6 мин | Штраф                    | 12 мин  |                          | Судьи: Николета Целарова Николь Хертрих Линейные судьи: Наташа Пагон Жюстин Тодд |
| |                          |         |                          |                                                                                  |
| | 38                       | Броски  | 14                       |                                                                                  |

Матч за 3-е место
| 21 февраля 2018 16:40 | Финляндия | 3 : 2 (1:0, 2:1, 0:1) | Олимпийские спортсмены из России | Университет Квандон, Каннын Зрителей: 3217 |

| Отчёт | Отчёт                    | Отчёт                                                                                         | Отчёт                         | Отчёт                                                                               |
| --- | ------------------------ | --------------------------------------------------------------------------------------------- | ----------------------------- | ----------------------------------------------------------------------------------- |
| |                          |                                                                                               |                               |                                                                                     |
| | Ноора Рятю — 00:00-60:00 | Вратари                                                                                       | 00:00-59:50 —Надежда Морозова | Судьи: Дина Аллен Габриэль Ариано-Лорти Линейные судьи: Джессика Леклер Жюстин Тодд |
| | Голы:                    |                                                                                               |                               | Судьи: Дина Аллен Габриэль Ариано-Лорти Линейные судьи: Джессика Леклер Жюстин Тодд |
| Петра Ниеминен (бол.) — 02:23 (М. Туоминен, С. Тапани) Сусанна Тапани — 20:10 (М. Карвинен) Линда Вялимяки — 32:18 (В. Хови) | 1:0 2:0 2:1 3:1 3:2      | '22:40 — Ольга Сосина (Л. Белякова) 46:03 — Людмила Белякова (бол.) (М. Баталова, А. Штарёва) |                               | Судьи: Дина Аллен Габриэль Ариано-Лорти Линейные судьи: Джессика Леклер Жюстин Тодд |
| |                          |                                                                                               |                               | Судьи: Дина Аллен Габриэль Ариано-Лорти Линейные судьи: Джессика Леклер Жюстин Тодд |
| |                          |                                                                                               |                               | Судьи: Дина Аллен Габриэль Ариано-Лорти Линейные судьи: Джессика Леклер Жюстин Тодд |
| |                          |                                                                                               |                               | Судьи: Дина Аллен Габриэль Ариано-Лорти Линейные судьи: Джессика Леклер Жюстин Тодд |
| 8 мин | Штраф                    | 35 мин                                                                                        |                               | Судьи: Дина Аллен Габриэль Ариано-Лорти Линейные судьи: Джессика Леклер Жюстин Тодд |
| |                          |                                                                                               |                               |                                                                                     |
| | 22                       | Броски                                                                                        | 22                            |                                                                                     |